# Paul Meuche
Paul Meuche (* 10. Oktober 1871 in Altenburg; † 10. Oktober 1943 in Leipzig) war ein deutscher Buchhändler und Verleger. Gemeinsam mit Ernst Heinrich Lange war er geschäftsführender Gesellschafter des Leipziger Verlagshauses Lange & Meuche.

## Leben

### Familie und Ausbildung

Grabstätte Paul Meuche und Angehörige auf dem Südfriedhof in Leipzig

Paul Meuche war der Sohn des Kaufmanns Friedrich Wilhelm Gustav Meuche (* 27. April 1829 in Altenburg; † 11. Dezember 1894 ebd.) und dessen Gattin Ottilie Theodora Erdmuthe, geborene Eigner (* 11. August 1839 in Altenburg; † 19. November 1912 ebd.). Er wuchs mit seinen Geschwistern in seiner Geburtsstadt, der Residenzstadt des Herzogtums Sachsen-Altenburg, auf. Paul Meuche besuchte die dortige Realschule I. Ordnung und begann nach erfolgreichem Schulabschluss eine Ausbildung zum Buchhändler in Leisnig. Dort lernte er seine spätere Frau, Magdalene Arnold, kennen. Aus der 1898 geschlossenen Ehe gingen mehrere Kinder hervor, unter anderem Bruno Johannes Meuche (* 2. September 1901 in Probstheida), der später die Prokura für das väterliche Unternehmen erhalten sollte und Paul Joachim Meuche (* 25. März 1906 in Probstheida).
Paul Meuche erwarb sich während seiner Lehr- und Wanderjahre umfangreiches Wissen in verschiedenen Sortiments- und Verlagsbuchhandlungen im In- und Ausland, um letztlich als Prokurist des Hermann Seemann Verlages in Leipzig sesshaft zu werden.

### Verlegerische Tätigkeit

#### Vor dem Ersten Weltkrieg
Mit der am 18. Dezember 1901 erfolgten Übernahme der Jaegerschen Verlagsbuchhandlung E. C. Koenitzer, vormals Frankfurt am Main, machte sich Meuche als Verleger selbständig. Am 1. August 1904 gründete er gemeinsam mit Ernst Heinrich Lange die Leipziger Verlags GmbH, die ab 1. Dezember 1911 in Lange & Meuche umfirmiert wurde. Im Laufe der Zeit übernahmen die Geschäftspartner etliche, teils bedeutende Verlage ohne Nachfolger, um sie unter Beibehaltung der alteingesessenen Firmennamen und der jeweils eigenständigen Verlagsprogramme in den Konzern Lange & Meuche zu integrieren. Man begann mit 12 Mitarbeitern. Als Verlagssitz wählte man eine Etage des Hauses Querstraße 10. Erste größere Erfolge stellten sich mit der Übernahme des renommierten Kinder- und Bilderbuchverlages A. Anton & Co und des auf Romanliteratur spezialisierten Friedrich Rothbarth Verlages ein. Als Hedwig Courths-Mahler sich von ihrem Literaturagenten Richard Taenzler trennte, gelang es Meuche 1912 mit der bis dahin weitgehend unbekannten Autorin einen Exklusivvertrag abzuschließen. Fortan erschienen sämtliche Titel Courths-Mahlers mit einer noch vor dem Ersten Weltkrieg erreichten Erstauflage von bis zu 100 000 Exemplaren im hauseigenen Friedrich Rothbarth Verlag. Bereits 1914 hatte der florierende Verlagskonzern Lange & Meuche den gesamten Gebäudekomplex Querstraße 10–12 belegt, wobei sich im Erdgeschoß Packraum und Ladebühne befanden.

Verlagshaus Querstraße 10–12

#### Während des Ersten Weltkrieges und danach
Der Beginn des Ersten Weltkrieges bedeutete einen tiefen Einschnitt für das junge Unternehmen, wobei Meuche 1917 die sich als äußerst erfolgreiche erweisende Idee umsetzte, Courths-Mahlers Romane im Postkartenformat als Feldpostsendungen für die Soldaten an der Front herauszugeben. Nach Kriegsende und überstandener Inflation wurde der Verlagskonzern mit Hilfe junger Kräfte wie Langes Schwiegersohn Ferdinand Schroll, Meuches Sohn Johannes, mit Hermann Polter und Johannes Künstler zu neuer Blüte gebracht.
Ein Meilenstein für die Unternehmensgeschichte war die 1920 erfolgte Übernahme der Otto Wigandschen Buchdruckerei, der 1922 noch die A. Th. Engelhardtsche Buchdruckerei angegliedert wurde. Damit war der Weg frei, in das Zeitschriftengeschäft einzusteigen. Unter Paul Meuches Ägide erschienen Titel wie Im traulichen Heim, Illustrierte Romanwelt oder Der goldene Born. 1926 erfolgte der Umzug in das Verlagsgebäude Elisenstraße 15 (heute: Bernhard-Göring-Straße). 1936 wurde Lange & Meuche von einer GmbH in eine Offene Handelsgesellschaft umgewandelt.

#### Während des Zweiten Weltkrieges und danach
Vor Ausbruch des Zweiten Weltkrieges waren bei Lange & Meuche 600 Mitarbeiter beschäftigt, darunter zeitweilig Lene Voigt als Kontoristin. Der Mangel an Rohstoffen und der Verlust der zum Kriegsdienst eingezogenen Mitarbeiter schwächten das Unternehmen. Besonders der plötzliche Tod des Seniorchefs Paul Meuche im Kriegsjahr 1943 erfolgte für den Verlag zur Unzeit.
Durch die angloamerikanischen Bombenangriffe auf Leipzig am 4. Dezember 1943 erlitt das Unternehmen einen Totalschaden. Von der zuvor bewirtschafteten Gesamtfläche von 15 000 Quadratmetern verblieben nach dem Bombardement noch 1000 Quadratmeter. Sämtliche Buchlager und Rohmaterialien sowie die gesamte Setzerei wurden vernichtet.  Der Verlust an Maschinen betrug 70 %. Lediglich die Bestände in einigen Ausweichlagern konnten gerettet und zwecks Wiederaufbau der völlig zerstörten Otto Wigandschen Druckerei verkauft werden.
1949 gründeten die Nachfahren Ernst Heinrich Langes in Stuttgart den Titania Verlag, der sich in der Nachfolge des A. Anton & Co Verlages unter anderem der Herausgabe illustrierter Kinderbücher widmete.

Wohnhaus des Verlegers Paul Meuche

Die Erben Paul Meuches verblieben in der DDR und führten unter den erschwerten Bedingungen sozialistischer Planwirtschaft und drohender Enteignung die Verlage Abel & Müller und Lange & Meuche bis zum Tode von Margarete Meuche im Jahre 1982 fort.

## Angeschlossene Verlage und Druckereien
Zum Verlagskonzern Lange & Meuche gehörten folgende Verlage:
- 1904: Jaegersche Verlags-, Buch- und Landkartenhandlung E. C. Koenitzer, vormals Frankfurt am Main; Programm: Liederbücher, Schul- und Jugendbücher, Pädagogische Sachbücher, Esoterische Literatur
- 1904: Deutscher Reform-Verlag Friedrich W. Trotzky; Programm: Lebensreformerische Sachbücher
- 1904: Hans Rudolf Dohrn Verlag; Programm: Bücher von und über Leopold von Sacher-Masoch
- 1907: Maximilian Wendel Verlag, vormals Dresden; Programm: Psychologische und Lebensreformerische Literatur und Sachbuch
- 1909: A. Anton & Co Verlag, vormals Berlin-Schöneberg; Programm: Illustrierte Kinderbücher, Abenteuerromane, Grimms- und Andersen Märchen
- 1909: Fritz Casper & Co Verlag, vormals Dresden; Programm: Esoterische Literatur- und Sachbuch
- 1909: Friedrich Rothbarth Verlag, vormals Berlin; Programm: Romanliteratur
- 1913: Generalvertrieb für vaterländische Geschichtsliteratur Ferdinand Lomnitz
- 1913: Georg Wigand Verlag; Programm: Kunstdrucke, illustrierte Kunstbücher, Originalverlag Ludwig Richter
- 1920: Verlag Ewald & Co. Nachf.; Programm Illustrierte Zeitschriften, periodische Vorabdrucke von Romanen
- 1920: Otto Wigandsche Buchdruckerei
- 1921: Verlag Auerbachs Deutscher Kinderkalender L. Fernau; Programm: Auerbachs Kinderkalender, Illustrierte Märchenbücher
- 1922: Alwin Theodor Engelhardtsche Buchdruckerei
- 1929: Abel & Müller Verlag; Programm: Illustrierte Jugendschriften, Abenteuerromane
- 1929: Otto Janke Verlag, vormals Berlin
- 1937: Schmidt & Spring Jugendfreund-Verlag; Programm: Reihe Neuer Deutscher Jugendfreund
- 1938: Amthorsche Verlagsbuchhandlung; Programm: Reiseführer, Naturführer

## Autoren und Illustratoren (Auswahl)
- Friede Birkner (1891–1985), Schriftstellerin.
- James Fenimore Cooper (1789–1851), amerikanischer Schriftsteller der Romantik
- Hedwig Courths-Mahler (1867–1950), Schriftstellerin
- Fritz Baumgarten (1883–1966), Kinder-/Bilderbuchillustrator, Lithograf, Zeichner und Maler
- Nataly von Eschstruth (1860–1939), Schriftstellerin
- Theodor Friedrich (1879–1947), Philologe, Reformpädagoge, Publizist und Goetheforscher
- Hugo Gaudig (1860–1923), Reformpädagoge
- Friedrich Gerstäcker (1816–1872), Schriftsteller
- Franz Hoffmann (1814–1882), Jugend-, Volksschriftsteller und Buchhändler
- Adolf Holst (1867–1945), Pädagoge, Kinderbuchautor und -herausgeber
- Ludwig Richter (1803–1884), Maler und Zeichner der Spätromantik und des Biedermeiers
- Leopold von Sacher-Masoch (1836–1895), österreichischer Schriftsteller
- Carl Felix von Schlichtegroll (1862–1946), Schriftsteller und Illustrator, über 40 Jahre Redakteur bei Langen & Meuche
- Josephine Siebe (1870–1941), Redakteurin und Kinderbuchautorin
- Albert Sixtus (1892–1960), Kinder- und Jugendbuchautor
- Jonathan Swift (1667–1745), irischer Schriftsteller und Satiriker der frühen Aufklärung
- Magda Trott (1880–1945), Schriftstellerin und Frauenrechtlerin
- Gottwalt Weber (1869–1934), Märchenschriftsteller

## Mitgliedschaften
- 1898 Mitglied der St. Johannis Freimaurerloge Archimedes zu den drei Reißbrettern, Altenburg
- Börsenverein der Deutschen Buchhändler zu Leipzig